# Championnat d'Autriche féminin de football 2023-2024
Navigation
Édition précédente Édition suivante
La saison 2023-2024 du Championnat d'Autriche féminin de football (Österreichische Fußball-Frauenmeisterschaft) est la cinquante-deuxième saison du championnat. Le SKN St. Pölten Frauen est le tenant du titre.

## Organisation
La compétition se déroule en mode championnat, chaque équipe joue deux fois contre chaque équipe adverse participante, une fois à domicile et une fois à l'extérieur.

## Compétition

### Classement
Voici le classement du championnat à l'issue de la dernière journée,.
| Rang | Équipe                          | Pts | J  | G  | N | P  | Bp | Bc | Diff |
| ---- | ------------------------------- | --- | -- | -- | - | -- | -- | -- | ---- |
| 1    | SKN St. Pölten T C              | 48  | 18 | 15 | 3 | 0  | 55 | 9  | +46  |
| 2    | First Vienna FC                 | 38  | 18 | 12 | 2 | 4  | 44 | 25 | +19  |
| 3    | SPG SCR Altach/FFC Vorderland   | 38  | 18 | 12 | 2 | 4  | 41 | 17 | +24  |
| 4    | Sturm Graz                      | 35  | 18 | 11 | 2 | 5  | 33 | 20 | +13  |
| 5    | Austria Vienne                  | 29  | 18 | 8  | 5 | 5  | 42 | 21 | +21  |
| 6    | SV Neulengbach                  | 22  | 18 | 7  | 1 | 10 | 25 | 23 | +2   |
| 7    | SPG FC Lustenau / FC Dornbirn P | 15  | 18 | 4  | 3 | 11 | 24 | 42 | -18  |
| 8    | SPG Kleinmünchen/Blau-Weiß Linz | 15  | 18 | 4  | 3 | 11 | 29 | 39 | -10  |
| 9    | FC Bergheim                     | 12  | 18 | 4  | 0 | 14 | 16 | 55 | -39  |
| 10   | FC Wacker Innsbruck             | 7   | 18 | 2  | 1 | 15 | 11 | 69 | -58  |

| Légende : Qualifications et relégations | Légende : Qualifications et relégations                                      |
| --------------------------------------- | ---------------------------------------------------------------------------- |
|                                         | Ligue des champions 2024-2025                                                |
|                                         | Relégué en deuxième division                                                 |
|                                         | T : Tenant du titre P : Promu C : Vainqueur de la Coupe d'Autriche 2023-2024 |

1. ↑  Le First Vienna est devant le FFC Vorderland en vertu des confrontations directes (First Vienna 3 points 3 buts pour et 2 contre, Vorderland 3 points 2 buts pour 2 buts contre).

## Bilan de la saison
| Championnat d'Autriche féminin de football 2023-2024 |                           |
| Champion                                             | SKN St. Pölten (9e titre) |
| Dauphin                                              | First Vienna FC           |
| Coupes et trophées                                   |                           |
| Vainqueur de la Coupe d'Autriche 2023-2024           | SKN St. Pölten            |
| Qualifications continentales                         |                           |
| Ligue des champions féminine de l'UEFA 2024-2025     | SKN St. Pölten            |
| Ligue des champions féminine de l'UEFA 2024-2025     | First Vienna FC           |
| Promotions et relégations                            |                           |
| Promus en OFB Frauen Bundesliga                      | LASK                      |
| Relégués en 2. Liga                                  | FC Wacker Innsbruck       |